# Ossaea costata
Ossaea costata är en tvåhjärtbladig växtart som beskrevs av Ignatz Urban. Ossaea costata ingår i släktet Ossaea och familjen Melastomataceae. Inga underarter finns listade i Catalogue of Life.